# Révolte d'Atenco
La révolte d'Atenco désigne des manifestations ayant eu lieu début mai 2006 à San Salvador Atenco (Atenco, Mexique) et les conditions des arrestations ayant suivi.

## Les faits
La révolte d'Atenco débuta les 3 et 4 mai 2006, lorsqu'environ 1 000 agents de police délogèrent un groupe de floriculteurs qui manifestaient contre la création d'un supermarché sur un des terrains de Texcoco (État de Mexico) qu'ils utilisaient pour vendre leurs fleurs[réf. nécessaire]. 
Il y eut alors de violents affrontements entre des protestataires et la police dans la ville voisine de San Salvador Atenco (es) qui provoquèrent la mort de deux personnes et la détention de centaines d'autres.
À ceux-ci s'ajoutent des manifestations contre l'implantation d'un nouvel aéroport sur le site, aéroport actuellement en construction .
Ceux-ci avaient déjà lutté pour demander en vain l'appui de l'EZLN en 2001 ainsi que du pape Jean-Paul II.

## Arrestation des manifestants et violation des droits humains
Trois dirigeants du Front des peuples pour la défense de la terre (FPDT) Ignacio « Nacho » Del Valle, Felipe Alvarez et Héctor Galindo, tous membres de l’Autre campagne, ont été arrêtés avec 200 de leurs sympathisants. Au cours du transfert des prisonniers, la police a,  entre autres violations des droits humains, abusé sexuellement  27 femmes. Elle a de même empêché les secours de donner des soins à un manifestant mourant,.

## Condamnations par la justice
À la suite de cela, la justice mexicaine condamna des responsables syndicaux à des peines allant jusqu'à 112 ans de prison, lors d'un procès qualifié d'inéquitable par nombre d'ONG,. Cette absence de procès valable conduit les familles des condamnés à faire appel à une justice supranationale : la cour interaméricaine des droits de l'homme,. Amnesty International considère Atenco comme le symbole de l'impunité dont bénéficient les forces de l'ordre au Mexique.
Des journalistes parlent, en rapport à l'extraordinaire sanction (la plus importante peine jamais prononcée au Mexique) de « véritable vengeance d'état ».
En mai 2006,Amnesty International section Mexique, a affirmé que la politique gouvernementale en matière de droits humains "a été décevante. Jusqu’à présent il n’a pas montré la volonté d’élaborer des programmes qui répondent aux graves violations existantes. Elle a signalé que « l’impunité est le phénomène le plus enraciné dans tous les cas d’abus des droits humains au Mexique et c’est également le défi le plus important de ce gouvernement ».